# 船積み前検査に関する協定
船積み前検査に関する協定（ふなづみまえけんさにかんするきょうてい、Agreement on Preshipment Inspection、通称PSI協定）は、 ウルグアイラウンドにおける船積み前検査に関する交渉の結果として、1995年に世界貿易機関を設立するマラケシュ協定（WTO設立協定）に包含された条約である。日本法においては、国会承認を経た「条約」であるWTO設立協定（日本国政府による法令番号は、平成6年条約第15号）の一部として扱われる。

## 概要
PSI協定は、WTO協定の附属書1Aに属する一括受託協定である。

船積み前検査は、輸入国から指定を受けた船積み前検査会社が、輸入国の税関当局に代わって商品の船積み前において輸出国の領域内で商品の品質、数量、価格、関税分類、関税評価等について検査を行い、証明書を発給する制度である。開発途上国を中心に輸入国の行政能力が乏しい等の理由で採用されている。

先進国を中心に、輸出者側から、手続きが不透明で不服があっても検査会社の決定に異議を申したてることが困難であるとの不満があり、ウルグアイラウンドにおいて非関税障壁に関する交渉の一部として行われた結果、船積み前検査（PSI）の透明性を確保するとともに、船積み前検査機関と輸出者との間の紛争解決メカニズムを提供することが合意され、協定が作成された。